# Брячихин, Алексей Михеевич
Алексе́й Михе́евич Брячи́хин (11 апреля 1942, Электросталь, Московская область — 2 июня 2019, Москва) — советский и российский политический и государственный деятель, С 1991 по 2000 год префект Западного административного округа города Москвы.

## Биография
Родился в рабочей семье. Окончил в Электростали 7 классов школы (1956) и Московский областной политехникум (1960, по специальности «техник-строитель»). В 1960–1963 работал мастером по общестроительным работам на заводе Электросталь и одновременно учился на вечернем отделении Московского инженерно-строительного института им. В. В. Куйбышева.
В 1963–1965 годах служил в Советской Армии и одновременно учился во Всесоюзном заочном инженерно-строительном институте, который окончил в 1967 году по специальности «инженер-строитель». 
В 1965–1966 инструктор горисполкома г. Электростали, в 1966–1968 инструктор, заведующий организационным отделом комитета ВЛКСМ московских областных организаций и учреждений. В 1968–1970 помощник заместителя председателя Мособлисполкома.
В 1966–1991 член КПСС. В 1988–1990 член бюро МГК КПСС. В 1990–1991 член политбюро ЦК Коммунистической партии РСФСР.
В 1970–1974 заместитель начальника управления мясной промышленности Мособлисполкома по проектированию, строительству, реконструкции и эксплуатации предприятий мясной промышленности.
В 1974–1979 заместитель, первый заместитель председателя Загорского горисполкома (Московская область). 1979–1980 инструктор Московского областного комитета КПСС. 1980–1987 председатель Солнцевского районного исполкома Московской области (с 1983 года – г. Москвы).
Окончив аспирантуру АОН при ЦК КПСС в 1979, защитил кандидатскую диссертацию (по теме «Управление качеством строительства»), в 1994 – докторскую (по теме «Реформирование социально-экономического управления в городском районе»). Профессор (1995).
В 1987–1991 годах первый секретарь Севастопольского райкома КПСС г. Москвы. С апреля 1990 года одновременно председатель Севастопольского райсовета г. Москвы. Разработал и довёл до практического осуществления проект жилого массива на месте неудобий путём улучшения экологической обстановки и создания ландшафтной застройки района с применением контрактной системы строительства.
На выборах 12 июня 1991 года баллотировался на должность мэра Москвы в паре с кандидатом в вице-мэры Поповым Леонардом Брониславовичем (1935 г.р., проректором Всесоюзного заочного финансово-экономического института).
В июле 1991 – январе 2000 префект Западного административного округа города Москвы. С января 1992 одновременно член правительства г. Москвы.
В Западном округе впервые в Москве и России с 1999 года был начат реальный эксперимент по ипотечному привлечению средств среднеобеспеченной части граждан для решения их жилищных проблем. Во время Первых Всемирных юношеских игр в Москве в июле 1998 года был генеральным директором Олимпийской деревни. Был сторонником избрания глав префектур и управ напрямую населением.
После отставки преподавал в РАНХиГС, Университете правительства Москвы, МГИМО МИД РФ. Был членом Учёного совета РАНХиГС, группы экспертов по проекту «Развитие финансовой системы города Москвы в новых экономических условиях», Московской городской комиссии по вещанию. Был председателем совета директоров компании ОАО "Фосагро".
Был почётным доктором наук Российского экономического университета им. Г. В. Плеханова, почётным профессором Российского государственного педагогического университета им. А. И. Герцена (1998), действительным членом Международной Академии информатизации и Международной Академии творчества.
Был автором более 150 монографий, книг, брошюр, статей в журналах и газетах, освещающих исследования и разработки в области управления качеством продукции строительства, а также политические проблемы современности, включая «Ответственность власти» (1990), «Сколько власти нужно власти? Опыт управления региональной экономикой» (1993), «Власть в городе» (1995), «Россия – город – власть» (1996), «Автобиография префекта: (прошлое и настоящее одного человека)» (1999, ISBN 5-86502-035-8), «Уроки управления людьми для Будущего» (2001, ISBN 5-86502-038-2), «Почему я не стал профессиональным политиком» (2007, ISBN 978-5-7164-0549-5) и другие.
Был мастером (1963) и почётным мастером спорта СССР (1967), чемпионом РСФСР (1963) и СССР (1965) по борьбе самбо.
Был женат (жена работала биофизиком, расчётчиком оптических систем), имел дочь.
Награждён медалью ордена «За заслуги перед отечеством II степени» а также является заслуженным строителем РФ и почетным строителем Москвы. Лауреат Государственной премии РФ (1996) за комплексную застройку Мичуринского проспекта.